# Ezequiel González
Ezequiel González (Rosario, 10 luglio 1980) è un ex calciatore argentino, di ruolo centrocampista.

## Palmarès

### Club

#### Competizioni internazionali
- Coppa Libertadores: 1

Boca Juniors: 2003

#### Competizioni nazionali
- Campionato greco: 1

Panathīnaïkos: 2003-2004
- Coppa di Grecia: 1

Panathīnaïkos: 2003-2004
- Campionato brasiliano: 1

Fluminense: 2010